# Scoarța, Alba
Scoarța este un sat în comuna Gârda de Sus din județul Alba, Transilvania, România.